# Чемпионат Новой Зеландии по волейболу среди мужчин
Чемпионат Новой Зеландии по волейболу среди мужчин — ежегодное соревнование мужских волейбольных команд Новой Зеландии. Проводится с 1968 года.
Организатором является ассоциация Volleyball New Zealand (VNZ), проводящая чемпионат в двух дивизионах — 1-м и 2-м.

## Формула соревнований
Чемпионат проводится в одном городе в течение нескольких дней и состоит из предварительного этапа и плей-офф. На предварительной стадии команды-участницы (12) разделены на две группы, в которых проводят однокруговые турниры. По их итогам по две лучшие команды из каждой группы выходят в плей-офф, где образуют полуфинальные пары. Победители пар выходят в финал и разыгрывают первенство, проигравшие в матче за 3-е место определяют бронзового призёра. Аналогичным образом итоговые 5-8 и 9-12 места разыгрывают команды, занявшие в группах предварительного этапа соответственно 3-4 и 5-6 места
За победы со счётом 3:0 и 3:1 команды получают по 3 очка, за победы 3:2 — по 2, за поражения 2:3 — по одному очку, за поражения 0:3 и 1:3 очки не начисляются.
Чемпионат 2024 года прошёл с 1 по 5 октября в Окленде с участием 12 команд: «Харбор Рэйдерс» (Окленд), «Ширли Сильвербэкс» (Крайстчерч), «Вестерн Бэй Феникс» (Тауранга), «Пайонир Пантерз» (Крайстчерч), «Окленд USO» (Окленд), «Уаитакере Ребелз» (Окленд), «Титанс» (Веллингтон), «Гамильтон Тайгерз» (Гамильтон), «Пайонир Пантерз»-В (Крайстчерч), «Норт Харбор Дрэгонз» (Окленд), «Ротовегас» (Роторуа), AVA (Хавлок-Норт). Чемпионский титул выиграл «Харбор Рэйдерс», победивший в финале «Ширли Силвербэкс» со счётом 3:0. 3-е место занял «Вестерн Бэй Феникс».

## Чемпионы
| - 1968 «Спарта» Окленд - 1969 «Спарта» Окленд - 1970 «Спарта» Окленд - 1971 «Веллингтон Иглз» Веллингтон - 1972 «Спарта» Окленд - 1973 «Спарта» Окленд - 1974 «Спарта» Окленд - 1975 «Спарта» Окленд - 1976 «Ронготаи Колледж Олд Бойз» Веллингтон - 1977 «Спарта» Окленд - 1978 «Ронготаи Колледж Олд Бойз» Веллингтон - 1979 «Ронготаи Колледж Олд Бойз» Веллингтон - 1980 «Спарта» Окленд - 1981 «Спарта» Окленд - 1982 «Кентербери Юнивёрсити» Крайстчерч - 1983 «Норткот» Окленд - 1984 «Кентербери Юнивёрсити» Крайстчерч - 1985 «Спарта» Окленд - 1986 «Спарта» Окленд - 1987 «Пайонир» Крайстчерч - 1988 «Пайонир» Крайстчерч - 1989 «Пайонир» Крайстчерч - 1990 «Спарта» Окленд - 1991 «Спарта» Окленд - 1992 «Норт Харбор» Окленд - 1993 «Ширли» Крайстчерч - 1994 «Скорпионз» Данидин - 1995 «Ширли» Крайстчерч - 1996 «Ширли» Крайстчерч | - 1997 «Норт Харбор» Окленд - 1998 «Норт Харбор» Окленд - 1999 «Норт Харбор» Окленд - 2000 «Ширли» Крайстчерч - 2001 «Саут Окленд» Окленд - 2002 «Саут Окленд» Окленд - 2003 «Тауранга» Тауранга - 2004 «Саут Окленд» Окленд - 2005 «Ширли» Крайстчерч - 2006 «Норт Харбор» Окленд - 2007 «Саут Окленд» Окленд - 2008 «Норт Харбор Рэйдерс» Окленд - 2009 «Ширли» Крайстчерч - 2010 «Спарта» Окленд - 2011 «Спарта» Окленд - 2012 «Нельсон Пайнс» Нельсон - 2013 «Соллис Пайнс» Нельсон - 2014 «Ричмонд Молл Пайнс» Нельсон - 2015 «Ричмонд Молл Пайнс» Нельсон - 2016 «Мауао Уорриорз» Тауранга - 2017 «Харбор Рэйдерс Близзард» Окленд - 2018 «Харбор Рэйдерс» Окленд - 2019 «Ширли Сильвербэкс» Крайстчерч - 2020 чемпионат отменён - 2021 чемпионат отменён - 2022 «Пайнс» Нельсон - 2023 «Харбор Рэйдерс» Окленд - 2024 «Харбор Рэйдерс» Окленд |